# Miriam Makeba
Miriam Makeba, nota anche con lo pseudonimo di Mama Africa (Johannesburg, 4 marzo 1932 – Castel Volturno, 9 novembre 2008), è stata una cantante sudafricana di jazz e world music.
Il suo nome anagrafico completo era Zenzile Makeba Qgwashu Nguvama Yiketheli Nxgowa Bantana Balomzi Xa Ufun Ubajabulisa Ubaphekcli Mbiza Yotshwala Sithi Xa Saku Qgiba Ukutja Sithathe Izitsha Sizi Kkabe Singama Lawu Singama Qgwashu Singama Nqamla Nqgithi; come scriveva lei stessa al Time nel 1960, ogni bambino riceveva tutti i primi nomi dei suoi antenati maschili, spesso accompagnati da aggettivi che descrivevano la personalità.  Divenne nota anche per il suo impegno politico contro il regime dell'apartheid e per essere stata delegata alle Nazioni Unite.

## Biografia
Nacque a Johannesburg; sua madre era una sangoma di etnia Swazi e suo padre, morto quando lei aveva sei anni, era uno Xhosa. Iniziò a cantare a livello professionale negli anni cinquanta, con il gruppo Manhattan Brothers per poi fondare una propria band, The Skylarks, che univa jazz e musica tradizionale sudafricana. Nel 1959 cantò nel musical jazz sudafricano King Kong insieme a Hugh Masekela, che poco dopo divenne il suo primo marito. Miriam cominciò ad ottenere un notevole successo ma questo si tradusse con l'esilio imposto dal governo di Pretoria dopo il suo primo tour negli Stati Uniti del 1960. Non potevano tollerare che fosse diventata il simbolo di un popolo oppresso. Resterà lontana dal suo paese per ben trent'anni, una sofferenza enorme per lei, così legata alla propria terra.
Nel 1960 partecipò al documentario anti-apartheid Come Back, Africa e fu invitata al Festival del cinema di Venezia. Una volta arrivata in Europa decise di non rimpatriare. Si trasferì a Londra, dove conobbe Harry Belafonte, che la aiutò a trasferirsi negli Stati Uniti e farsi conoscere come artista. In USA incise molti dei suoi brani di successo, come Pata Pata, The Click Song ("Qongqothwane" in lingua xhosa) e Malaika. Nel 1966 Miriam Makeba ricevette il Grammy per la migliore incisione folk per l'album An Evening with Belafonte/Makeba, inciso insieme a Belafonte. L'album trattava esplicitamente temi politici relativi alla situazione dei neri sudafricani sotto il regime dell'apartheid.

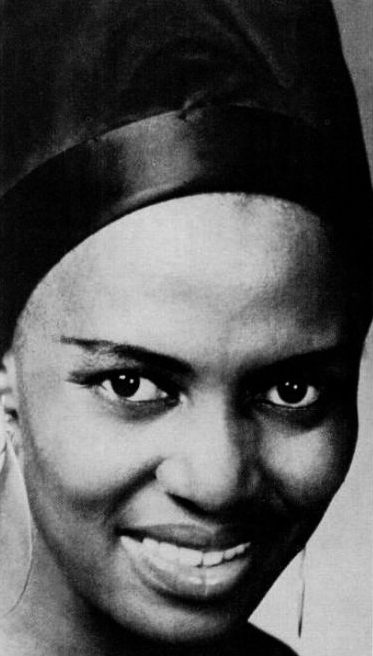
Miriam Makeba nel 1968

Nel 1963 portò la propria testimonianza al comitato contro l'apartheid delle Nazioni Unite. Il governo sudafricano rispose bandendo i dischi di Miriam Makeba e condannandola all'esilio. Nel 1968 sposò l'attivista per i diritti civili Stokely Carmichael; l'evento generò controversie negli Stati Uniti, e i suoi contratti discografici furono annullati. La Makeba e Carmichael si trasferirono in Guinea, dove divennero amici del presidente Ahmed Sékou Touré e di sua moglie. La cantante si separò da Carmichael nel 1973, e continuò a tenere concerti soprattutto in Africa, Sudamerica ed Europa. Svolse anche il ruolo di delegata della Guinea presso le Nazioni Unite, vincendo il Premio Dag Hammarskjöld per la Pace nel 1986. Dopo la morte della sua unica figlia Bongi (1985), si trasferì a Bruxelles. Nel 1987 collaborò al tour dell'album Graceland di Paul Simon. Poco tempo dopo pubblicò la propria autobiografia che chiamò My Story.
Nel 1990 Nelson Mandela convinse la Makeba a rientrare in Sudafrica. Nello stesso anno Miriam Makeba partecipò come concorrente al Festival di Sanremo 1990 (un'edizione che prevedeva l'abbinamento con i cantanti stranieri), presentando Give Me a Reason, traduzione di Bisognerebbe non pensare che a te, cantato da Caterina Caselli.
Nel 1992 recitò nel film Sarafina! Il profumo della libertà, ispirato alle sommosse di Soweto del 1976, nel ruolo della madre della protagonista. Il 16 ottobre 1999, Miriam Makeba fu nominata ambasciatrice di buona volontà dell'Organizzazione delle Nazioni Unite per l'alimentazione e l'agricoltura (FAO).

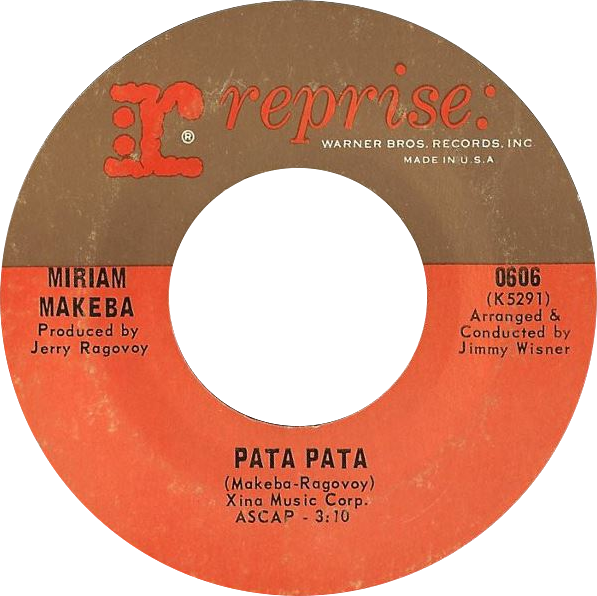
disco della canzone "pata pata"

Nel 2002 prese parte anche al documentario Amandla!: A Revolution in Four-Part Harmony, ancora sull'apartheid. Nel 2001 ricevette la Medaglia Otto Hahn per la Pace. L'anno successivo vinse il Polar Music Prize insieme a Sofia Gubaidulina e nel 2004 si classificò al 38º posto nella classifica dei "grandi sudafricani" stilata da SABC3.
Nel 2005, ormai malferma in salute (per l'aggravarsi dell'artrite reumatoide che le era stata diagnosticata in gioventù), si dedicò a un tour mondiale di addio alle scene, cantando in tutti i paesi che aveva visitato nella sua carriera.

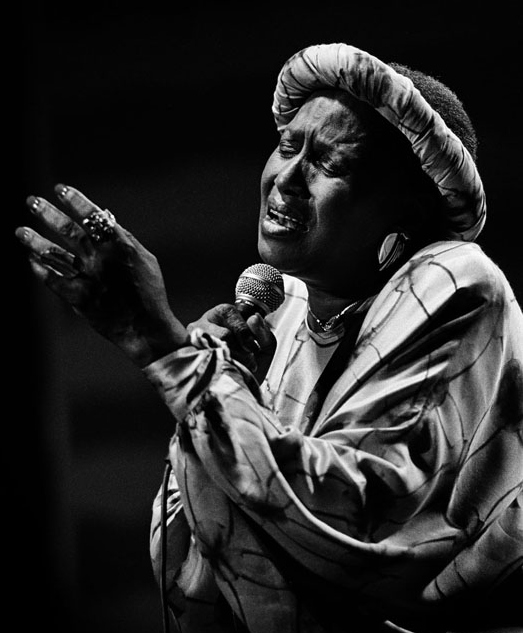
Miriam Makeba che canta

### Morte
Miriam Makeba morì la notte del 9 novembre 2008 a causa di un attacco cardiaco, presso la clinica Pineta Grande di Castel Volturno dove, qualche ora prima, nonostante forti dolori al petto, si era esibita in un concerto contro la camorra, che aveva lì ucciso sei immigrati africani: il concerto era dedicato anche allo scrittore Roberto Saviano.

## Discografia parziale

### Album di studio
- 1959 – Something New from Africa
- 1959 – New Sounds of Africa
- 1960 – The Many Voices of Miriam Makeba
- 1960 – Miriam Makeba
- 1963 – The World of Miriam Makeba
- 1964 – The Voice of Africa
- 1965 – Makeba Sings
- 1965 – An Evening with Belafonte/Makeba (con Harry Belafonte)
- 1966 – The Magic of Makeba
- 1966 – The Magnificent Miriam Makeba
- 1967 – All About Miriam
- 1967 – Pata Pata
- 1968 – Makeba!
- 1970 – Keep Me in Mind
- 1974 – A Promise
- 1975 – Miriam Makeba & Bongi
- 1978 – Country Girl
- 1979 – Comme une symphonie d'amour
- 1988 – Sangoma
- 1989 – Welela
- 1991 – Eyes on Tomorrow
- 1993 – Sing Me a Song
- 2000 – Homeland
- 2003 – Reflections
- 2006 – Forever

### Album dal vivo
- 1967 – Miriam Makeba in Concert
- 1968 – Live in Tokyo
- 1974 – Live in Conakry
- 1977 – Live in Paris - Theatre des Champs-Elysées
- 1990 – Kilimanjaro - Live in Conakry
- 1996 – Live in Paris and Conakry
- 2003 – Live at Berns Salonger, Stockholm, Sweden, 1966

### Raccolte
- 1968 – The Best of Miriam Makeba
- Click Song
- 1973 – Forbidden Games
- 1975 – Harry Belafonte & Miriam Makeba (con Harry Belafonte)
- 1991 – Miriam Makeba and the Skylarks vol. 1
- 1991 – Africa
- 1991 – The Queen of African Music
- 1991 – Miriam Makeba and the Skylarks vol. 2
- 1994 – Folk Songs from Africa
- 1997 – Hits and Highlights
- 2001 – Legend
- 2001 – Mama Africa: The Very Best of Miriam Makeba
- 2001 – The Guinea Years
- 2002 – The Definitive Collection
- 2002 – The Early Years
- 2003 – The Best of Miriam Makeba & The Skylarks
- 2006 – Her Essential Recordings

### Collaborazioni
- 1960 – Harry Belafonte Belafonte Returns to Carnegie Hall
- 1961 – Harry Belafonte Jump Up Calypso, in Sweetheart from Venezuela
- 1961 – Harry Belafonte The Many Moods of Harry Belafonte, in Bamotsweri

## Filmografia parziale
- I Robinson – serie TV, episodio 8x10 (1991)
- Sarafina! Il profumo della libertà, regia di Darrell Roodt (1992)

## Videografia
- 1999 – Paul Simon, Graceland: The African Concert
- 2003 – Live at Berns Salonger, Stockholm, Sweden, 1966

## Libri
- Miriam Makeba e Nomsa Mwamuka, La storia di Miriam Makeba [Makeba. My Story], Edizioni Gorée, 2009, ISBN 9788889605615.